# Léon Vanderkindere
Léon-Albert-Victor-Joseph Vanderkindere (* 22. Februar 1842 in Molenbeek-Saint-Jean/Sint-Jans-Molenbeek; † 9. November 1906 in Uccle/Ukkel) war ein belgischer Historiker. Er war ab 1872 Professor an der Université Libre de Bruxelles (und deren Rektor 1880/81 und 1891) sowie ab 1884 Mitglied der Commission royale d’Histoire. Von 1900 bis 1906 war er Bürgermeister von Uccle/Ukkel. Sein Vater war der Mediziner und liberale Politiker Albert Vanderkindere; in dieser Eigenschaft kämpfte er für die Anerkennung der Niederländischen Sprache als zweite Amtssprache Belgiens. Léon Vanderkindere war mit einer Schwester des Brüsseler Bürgermeisters Karel Buls verheiratet.
1883 wurde er zum korrespondierenden und 1888 zum vollen Mitglied der Académie royale des Sciences, des Lettres et des Beaux-Arts de Belgique gewählt.

## Schriften
- L’université de Bruxelles. 1834-1884. Notice historique. s. n., Brüssel 1884.
- La Formation Territoriale des Principautés Belges au Moyen Âge. 2 Bände. Lamertin, Brüssel 1902, urn:nbn:de:hbz:6:1-296181.
- La Chronique de Gislebert de Mons. Nouvelle édition. Kiessling, Brüssel 1904, (Digitalisat).